# Hyamus formosus
Hyamus formosus is een hooiwagen uit de familie Assamiidae.